# パキスタンのテロ支援問題
パキスタンの政府や国家機関、特にパキスタン軍によって、テロリスト組織やテロリストに対して支援や助長があることは近隣諸国のインド、アフガニスタン、イラン をはじめ、米国、英国、フランスやその他の国々に訴えられている。
狭義では、米国政府が発表するテロ支援国家リスト（State Sponsors of Terrorism）に指定された国を「テロ支援国家」という。
広義では、そのような支援を直接的や間接的に行う国を一般的に指していう。
支援とは、政府機関 (State actor)による兵器・物品、資金、訓練の供給、といった積極的な支援以外に、イデオロギーの肯定や、自国内に安住し活動できる環境の提供といった間接な支援のこともいう。自国の領土内に、政府機関ではない要素（Non-State actors)によるテロ活動の助長や支援を打ち切ることなく黙認することも間接的な支援に含まれる場合がある。
米国政府はパキスタンをこのリストに載せテロ支援国家として正式に指定ことがないものの、米政府や米軍事機関の高官によって近しい表現で注意や避難されたことは複数回ある。
パキスタン政府は、公式の姿勢としてはこれらの疑問を一貫して否定し、反テロ運動において"最大の被害国"であることを訴える。ただし、元大統領らや公職者が退任後に、報道機関のインタビューなど非公式な立場から、国の政府機関・軍事機関による関与を認めた経歴もある。

## 背景
1947年にインド・パキスタン分離独立後にカシミールの所有権に巡り紛争がはじまり、パキスタンがパシュトゥーン人の動員を計画したとされる。これは初の「印パ戦争」にいたるが、パキスタン軍が正式に参戦せず、パシュトゥーン人の民兵運動に対して兵站の支援したとされる。それ以来もカシミール地域でテロ支援の加担者としてインド政府に非難されてきた。
1993年に米国国防長官が発表した国際テロ活動に援助を提供する国家にパキスタンが指定される。
2001年9月アメリカ大規模同時テロ事件発生（以降、「9/11テロ事件」）後、米国政府主導の対テロ戦争にパキスタンが重要同盟国となるが、陰でテロリストを曲庇されるともされる。
2008年にインド・ムンバイ同時多発テロにパキスタン政府が関与したと当時首相のナワーズ・シャリーフが示唆する。発言は軍事勢が否定する。
2011年に9/11テロ事件首謀者と断定されたウサーマ・ビン・ラーディンはパキスタンの都市、アボッターバードに米国軍事作戦で殺害される。アボッターバードはアフガニスタン・パキスタン国境から遠い西部にある内陸部の都市であり、ビン・ラーディンは実質的な国家支援なしで潜伏していたことが不可能として、保護を受けていたと疑惑が浮上する。
諸隣国であるインド、アフガニスタンおよびイラン、また、米国、  英国、フランスによって、パキスタンが周辺の地域（南アジア、中東アジア）およびそれ以外で地域でテロ活動に加担し、支援したとする。
パキスタンが主張を否定し、むしろテロ被害国であると反論するスタンスである。また、他国の国家支援テロ行為の加害を受けたこと訴えてきた。
西洋で複数の報道や研究機関、政府の報告では、パキスタンとアフガニスタン間の国境周辺にある民族居住地帯はテロリストが「安住できる避難先」("safe haven for terrorists")とされている
パキスタンは民事政権が独立後、3回クーデターの結果、軍事政権下におさまった歴史がある。現在も、軍機関によって政策への影響が強いとみられている。テロ支援活動の中でも特にパキスタン陸軍、また、軍隊全体をまたぐ位置づけにある諜報機関、軍統合情報局（ISI）の関与が中心的な役割にあると指摘されている。
ブルッキングス研究所・中東政策サバ. ンセンターが2008年に分析の「（パキスタンが）テロ団体を支援する国家の中ではイランを除いて、世界で最も積極的なの支援国家であると考えられる・・・米国の安全を脅かす団体を後援してきた。パキスタンによる積極的支援が（同国近隣の）地域で数千人の死者の原因となっている。ここ数年も、パキスタンは国際社会からの厳格な注意にもかかわらず、複数のテロリスト団体を支援してきている。」と発表した。 
主要な同盟国になるまで、米国国務長官は、国際テロ行為を繰り返し支援する国の1993年に行った発表でパキスタンを含めました。 パキスタンが対テロ戦争で”二股”のような計らいをすることも非難され、一方では反テロ活動に参画し、資金と軍事力増加の支援を受け取り、他方テロを助長し、好都合を維持しようとしてきたとされている。 パキスタンのジャーナリスト、アハメドラシッドと作家のテッド・ガレン・カーペンターは、パキスタンの軍統合情報局（ISI）がタリバンとカシミールの反政府勢力に支援を提供したと非難した。 
ダニエル・バイマンは、「パキスタンはおそらく今日この時点では最も活発なテロ支援者である。 ムンバイでのテロ虐殺後、パキスタンはイランを超え、テロの最大の後援者であるかもしれない。それでも、米国務省のテロ支援国家として指定されたことがない」

## 軍統合情報局のテロ活動にの関与及び支援
パキスタン諜報機関でる軍統合情報局（Inter-services Intelligence）は、対インド活動において、テロの利用を指摘されてきている。カシミール紛争では、インド所有部分において不安を扇動すること や、インド国内に大規模テロ攻撃に実行者テロリストを支援したとする。2006年7月のムンバイ列車爆破事件、  2001年のインド国会攻撃、  2006バラナシ爆撃（英語版ウィキペディア記事）、  2007年8月のハイデラバード爆撃（英語版ウィキペディア記事）、  および2008年11月のムンバイ攻撃にインド側当局から関与が指摘されている。パキスタンは否定するスタンスを主張してきている。
ISIはタリバーン勢力の支援 、アフガニスタンおよびカシミールへ派遣を目的として でムジャヒディン  の募集・訓練提供したとされている。 
アフガニスタン在カーブルインド大使館への攻撃（2008年7月7日）に関与したことを通信傍受をもとに米国情報機関が調査結果を発表した。公開前の、インド側とアフガニスタン政府側が同様な主張をしていた。 
FBIによる衛星画像から パキスタン内複数の場所でテロリスト
訓練キャンプの存在が示唆されている。少なくとも1人の捕獲されたテロリストが証言、キャンプの存在を認め、カシミール紛争において分離独立民兵を支援するためだと説明した。　支援対象の組織にアルカイダやジャイシュ＝エ＝ムハンマドが含まれている。 
グアンタナモ湾施設での被拘禁者数人、カシミール地域内に攻撃を実施するにあたってISIから支援があったと米国尋問官に答えた。    

## 連携が指摘されているテロリスト団体
1. アルカイダ、 [38]
2. Lashkar-e-Omar 、（ラシュカレ・オマール）
3. ラシュカレトイバ（LeT）、
4. Jaish-e-Mohammed （JeM）と
5. Sipah-e-Sahaba（シパーヘ・サーヒバー）
6. Jaish ul-Adl [39][より良い情報源が必要][より良い ソース 必要]
7. アルバドルムジャヒディン[40]
8. Harkat ul Mujahideen（ハルカテ・ムジャヒディン）
9. ISIS-KP [41][より良い情報源が必要][より良い ソース 必要]

パキスタン政府は公式の立場では主著を一貫して否定する。 
パキスタンはタリバン（テロ団体）を支持することも指摘されている。

## パキスタン軍の関与
元パキスタン大統領のパルヴェーズ・ムシャラフは、同国が1990年代にラシュカレトイバ（LeT）その他のテロ団体がパキスタンから訓練など支援を受けたことを認めた。カシミールでイスラム武装勢力の過激派組織が対象であった。 
1979年以降、パキスタンは宗教過激派を支持していました。  「ハフィズ・サイードや（ザキウル・レヘマン）ラクウィ（Zakiur Rehman Lakhvi）と含むカシミール自由運動の闘士たちが私たちにとって英雄だった。私たちはタリバンを訓練し、ソビエト連邦と戦うために派遣した。タリバン、ハッカーニ、オサマ・ビンラーディン、ザワヒリが当時（ソビエト・アフガニスタン戦争中時）が私たちにとって英雄だった。後に彼らは悪役にあった」とのパルヴェーズ・ムシャラフムシャラフは面接に応じた。  
オサマ・ビンラーディンの暗殺を背景に、当時のISIトップ、アフマド・シュジャ・パシャ中将がビンラーディンの居場所がパキスタン国内のアボッタバードであることをすでに把握していたことをアメリカ政府が証拠を入手したと米紙ニューヨークタイムズが報じた。 
パキスタン出身の研究科・活動家である Pervez Hoodhboyは、「軍の監視下に置いていた ビンラーディンを『ゴールデングース（金の卵を産んでくれるガチョウ』にたとえた。 
2001年のアフガニスタン侵攻でNATO軍に囲まれたタリバンとアルカイダのトップ層約5000人の空輸退避させたとの疑いがある。「クンドゥズ空輸退避（ Kunduz airlift）」「悪の空輸」と呼ばれるようになった。数日の期間、複数回にわたり、パキスタン空軍が作戦を実行した計画とされたが、パキスタン側が報告を否定し、米側が報告の内容の信憑性を問う。 2011年にアメリカ軍がアフガニスタンのタリバーン武装勢力からパキスタンの軍事物資を回収したと報告された。

## 主要外国の立場

### アメリカ合衆国
米国の国家安全保障補佐官ジェームズ・L・ジョーンズは過去にパキスタンにメッセージを送り、テロに関する二重基準は受け入れられないと述べた。 
2016年9月、会長にはテロリズムに米下院小委員会、下院議員テッド・ポーと一緒にテキサス州から、ダナ・ローラバッカーカリフォルニアから、中に法案を導入した米国の衆議院テロの「ステート・スポンサーとしてパキスタンの宣言を求めます"。法案HR6069 は、米国大統領が国際テロ支援におけるパキスタンの役割を詳述した報告書を90日以内に発行し、続いて米国国務長官からの議論を行うことを要求しています。テッド・ポーは声明の中で、パキスタンは信頼できない同盟国であるだけでなく、米国の敵を支援し、殴打したと述べた。彼は、 2016年のウリ襲撃を「「ジハーディ」テロリストグループに作戦スペースを支援し提供するというパキスタンの長年の無責任な政策の最新の結果」と呼んだ。  米国上院議員のジョン・マケインは、法案は成功しないだろうと述べ、議会内の少数派によって動かされたと指摘した。マケインはまた、テロとの戦いにおけるパキスタンの敗北を認めた。 
米国政府による管理される「テロ支援国家」（State Sponsors of Terrorism）のリストには指定されていない。同報告でテロリストが「安住できる避難先 」( "Terrorist safe haven" )と認識されている。
同政府や関連する研究機関・研究者による複数の発表でテロリスト支援を再三指摘されている。
米国国務長官が発表するテロリスト国家報告書（Country Reports on Terrorism)では、テロリストが「安住できる避難先 」( "Terrorist safe haven" )と表現し、テロリストが結団、計画、資金調達、情報交換、参加者募集、訓練実施、（他の国の譲渡先へ行くために）通過と運用といった活動を比較的安定し実施できる場所とし、その原因は（排除するための必要な）行政能力の不足、またはそれを実践する意志、それともその両方、とする。 
| 「 | 話は、古くから聞いているストーリーと同じもの。自分の裏庭に蛇を飼って、近所の人だけに噛むという期待は無理だ。そのうち、蛇は飼い主にも噛みついてくる。私たちは、ハッカニーネットワークとその他のテロ組織を制圧するよう、というとても具体的な要求をした。（なぜなら）境界線の一方だけの対応（テロリストが安住できる居場所の破壊）だけでは不十分だから。 | 」 |
| —ヒラリークリントン氏、当時国務長官（外交相に相当）（プレス・トラスト・オフ・インディア（PTI）、印パ訪問中。原文：「It's like that old story - you can't keep snakes in your backyard and expect them only to bite your neighbours. Eventually those snakes are going to turn on whoever has them in the backyard. We asked very specifically for greater cooperation from the Pakistani side to squeeze the Haqqani network and other terrorists because we know that trying to eliminate terrorists and safe havens on one side of the border is not going to work.」より） | |    |

### イギリス
イギリス政府の代表はパキスタンを重要な同盟国家として反テロ活動を通じて、正式に避難を避けてきた。一方で、リーキしたイギリス防衛相付属の軍事戦略シンクタンクの報告書（2006年）の調査では、パキスタンのテロ助長への加担を批判することに対して、当時のトニーブレア首相が「イギリス政府の見解ではない」と否定した。同様に2010年7月、英国のデービッドキャメロン首相は、パキスタン政府を二重基準で非難したが、一緒に旅行していたウィリアム・ハーグ外相は、キャメロンの発言パキスタンを批判するものではない、と解釈を加え、反テロ活動への努力を賞賛した。 

### アフガニスタン
米国の諜報当局は、パキスタンのISIがカブールでの2008年インド大使館爆撃を後援したと主張している。 2008年のカブール セレナ ホテル攻撃も実行したジャラルッディンハッカニ主導のネットワークを特定した。
7月2010年のアフガニスタン戦争の文書リークの反応として、ガーディアン紙の、デクラン・ウォルシュが内容がパキスタンの関与をどこまで証明しているかに対して、信憑性や整合性に対して疑問を表した。 
在カブール米国大使館テロ攻撃後に、アメリカのパキスタン大使化レモン・マンター、ヒラリー・クリントンやレオン・パネッタ など米国高層官が批判的発言を続けた  にもかかわらず、アフガニスタンのハミド・カルザイ大統領は、パキスタンとアフガニスタンを「双子の兄弟」に例え。 外交上直接的な批判がしづらいアフガニスタンの立場をにじませたのだった。
ただ、政権交代や反テロ戦争の動向がかわるにつれてアフガニスタンとパキスタン政府間の関係もこじれ、ドイツ大使館を対象に2017年5月のカブール攻撃後、アフガニスタン国家保安局（NDS）は、爆発はアフガニスタンの反乱グループハッカーニ・ネットワーク（上述）
によって計画されたとし、パキスタンの国境向こうから支援と居場所をもらっている主張をふたたびした。 アフガニスタンのアシュラフ・ガニー大統領は、パキスタンが国に対して「宣戦布告もされていない侵略戦争」を扇動したと述べた。 パキスタンの外務省のスポークスマンであるNafees Zakariaは、アフガニスタンの主張を「根拠のない」ものとして拒否した。 

### インド
パキスタン政府は、インドを攻撃するテロ活動の組織を自国の領土に安住させ、支援してきたとインド側に非難を向けられている。パキスタン主張を否定し、これらの行為は非国家主体ではない組織 (non-state actors)によって行われているというスタンスをとっている。  
インド国内ではパキスタンの国家要素、おもに軍事機関、の支援を得ているとし"state actor"としている。
2008年のムンバイ攻撃はパキスタンが発祥地であり、パキスタン軍の大佐やその他ハンドラー（操作者・案内役）とやり取りしていたとインド側主張した。ムンバイ攻撃における彼の役割に関係しているデビッド・ヘッドリーの証言は、LeTの活動にISIの役割が重要と示している。 証言はジャマート・ウド・ダワー（Jama'at-ud-Da'wah”）に対する国連の制裁につながった。  
2006年4月5日、インドの警察は、バラナシでの爆弾爆発の計画を支援した聖職者を含む6人のイスラム過激派を逮捕しました。聖職者は、禁止されている南アジアに活動するイスラム過激派グループ、ハルカット・ウル・ジハード・アル・イスラミの指導だであるとされ、ISIと関係をインド警察が主張した。 
パキスタンはカシミールでの過激派活動への関与を否定しているが、アシフ・アリ・ザルダリ元大統領は2010年7月に過激派組織を「短期的な戦術目標を達成するための政策として」過去の政府が「意図的に構想し、開発した」とし、9/11までは「ヒーロー」だったと述べた。
カシミール地域以外には、インド国内のその他の地域でも反インド暴動を扇動することをインド側が主張している。
パキスタン国境伝いのインド側のパンジャーブ州においてシーク教中心の分離運動の他、バングラデシュ付近のアッサム州があげられる。 

## 専門家及びパキスタン要人の見解

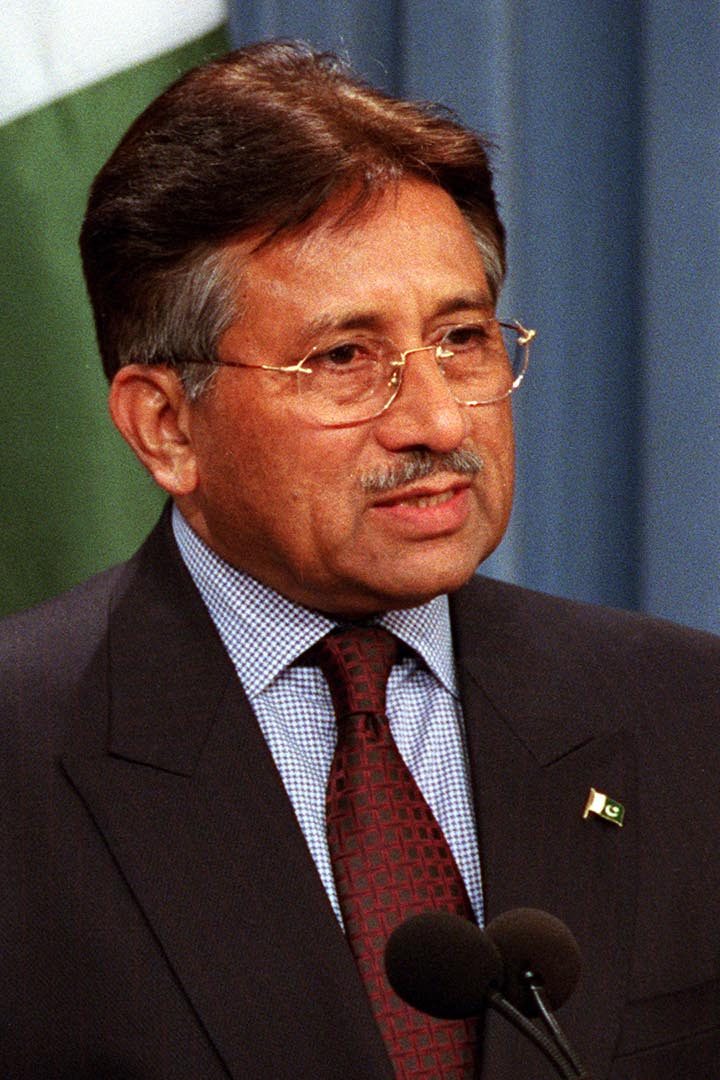
パルヴェーズ・ムシャラフ

著者のゴードン・トーマスは、アルカイダのメンバーの捕獲を支援している間、パキスタンは「インドのジャンムー・カシミール州のテロリストグループを後援し、インドとの摩擦戦争で彼らに資金を提供し、訓練し、武装させた」と述べています。ジャーナリストのスティーブン・シュワルツは、いくつかのテロリストおよび犯罪グループが「パキスタン軍、ISI、およびその他の国家の武装組織の上級将校に支えられている」と述べている。 ケイトー研究所のテッド・ガレン・カーペンターは、「イスラマバードの政府の直接的な支援がなければ、タリバンがアフガニスタンで権力を握ることが不可能であったのだろう。パキスタン当局は、タリバンがアフガニスタン内戦に活動中であった複数の派閥のうち1つにすぎなかったが、1990年代半ばに、この民兵団体に資金を提供し軍用品を装備するなどを支援した。（結果、競合派閥を超えた勢力となれた）。9月11日の攻撃後、米国政府のものすごい外交圧力の結果、タリバンとの政治的および財政的関係を断ち始めた。現在でも、パキスタンの諜報機関の主要メンバーがタリバンのクライアントを拒否したかどうかは定かではありません。
パキスタン軍事勢力に対して批判的である同国の元アメリカ大使フセイン・ハッカニが、パキスタンの国家によるテロ支援活動について述べている。
パキスタン元大統領と軍事最高指導者のパルヴェーズ・ムシャラフは、カシミール地域内でインドと戦うために過激派グループを訓練したことを認めた。 インドに交渉話し合いを強い、国際的に問題を提起することを目的に、政府がカシミールにおけるテロ活動へのパキスタン領域内の訓練等へ「目をつぶった」と話している。アフガニスタン・カルザイ政権が多数派であるパシュトゥーン民族人によって掌握されていることを問題視し、新インドとされている政権の抗力としてISIのスパイ活動で2001年以降タリバンを援助・育成したと述べた。